# Abraham Karpinowicz
Abraham Karpinowicz (ur. 29 maja 1913 w Wilnie, zm. 23 marca 2004 w Tel Awiwie) – polski pisarz, prozaik pochodzenia żydowskiego tworzący w języku jidysz.
Pierwsze utwory literackie tworzył już w okresie międzywojennym, jako uczeń wileńskiej szkoły średniej. II wojnę światową spędził w Związku Radzieckim, a w 1944 powrócił do Wilna. Od 1949 mieszkał w Izraelu, gdzie skończył studia i rozwinął swój warsztat pisarski. Opublikował jedenaście książek, z których sześć poświęconych było życiu Żydów w przedwojennym Wilnie. Był przewodniczącym Związku Pisarzy Żydowskich, a także prezesem Światowej Rady Kultury Jidysz.